# Antidijabetik
Antidijabetik, hipoglikemik ili antihiperglikemik je naziv za lijek iz velike skupine lijekova koji snižavaju koncentraciju glukoze u krvi. Kako se većina lijekova (osim inzulina) iz te skupine uzima na usta nazivaju se oralni hipoglikemici. Antidijabetike najčešće koriste bolesnici oboljeli od diabetesa mellitusa (šećerne bolesti) koji ne mogu promjenom stila života (dijetom i tjelovježbom) regulirati razinu glukoze u krvi (GUK). 

## Inzulin
Hormona gušterače koji se tijelo obično unosi potkožno. 

## Stimulatori sekrecije inzulina (inzulinski sekretagozi)

### Derivati sulfonilureje
Derivati sulfonilureje su prvi oralni hipoglikemici u široj upotrebi. Djeluju vezujući se na ATP-ovisne kalijeve kanale beta-stanica u gušterači. Posljedično dolazi do otvaranje kalcijevih kanala i ulaska kalcija u stanicu, što znači pojačano otpuštanje inzulina iz stanica (pojačano spajanje granula koje sadrže proinzulin sa staničnom memebranom). Derivati se dijele u tri generacije:
- prva generacija, npr.:
  - tolbutamid,
  - tolazamid
  - klorpropamid
- druga generacija, npr.:
  - glibenklamid,
  - glimepirid
  - gliklazid
  - glikvidon
- treća generacija:
  - glimepirid

### Meglitinidi
Meglitinidi pomažu gušterači u oslobađanju inzulina. Vežući se na kalijeve kanale, otvaraju kalcijeve kanale, a ulaskom kalcija u beta-stanice pojačava se izlučivanje inzulina. Daje se neposredno prije obroka ili zajedno s obrokom:
- repaglinid
- nateglinid

## Senzitizeri

### Bigvanidi
Bigvanidi u jetri smanjuju stvaranje glukoze (glukoneogeneza), koče oslobađanje glukoze glikogena (glikogenoliza) i povećavaju potrošnju glukoze u mišićima, povećavajući osjetljivost na inzulin. Nrp.: metformin.

### Tiazolidinedioni
Tiazolidinedioni nazivani i glitazoni, smanjuju inzulinsku rezistenciju i modificiraju diferencijaciju adipocita, vezanjem za nuklearni receptor koji regulira transkripciju gena, npr.: pioglitazon, rosiglitazon. 

## Inhibitori alfa-glukozidaze
Inhibitori alfa-glukozidaze smanjuju aposrpciju glukoze u probavnom sustavu, npr.:
akarboza.

## Peptidni analozi

### Inhibitori dipeptidil peptidaze 4 (DPP-4 inhibitori)
Sitagliptin, vidagliptin su primjeri antidijabetika iz skupine inhibitora dipeptidil peptidaze 4, enzima (dipeptidil peptidaza 4) koji inaktivira inkretine, a manjak inkretina znači manje izlučivanje inzulina i povećanje otpuštanje glukagona.
Inhibicijom inaktiviranja inkretina povećava se količina inkretina, izlučivanje inzulina i smanjuje otpuštanje glukoza, što doprinosi smanjenju razine glukoze u krvi.